# Euryglottis albostigmata
Euryglottis albostigmata är en fjärilsart som beskrevs av Rothschild 1894. Euryglottis albostigmata ingår i släktet Euryglottis och familjen svärmare. Inga underarter finns listade i Catalogue of Life.

## Beskrivning

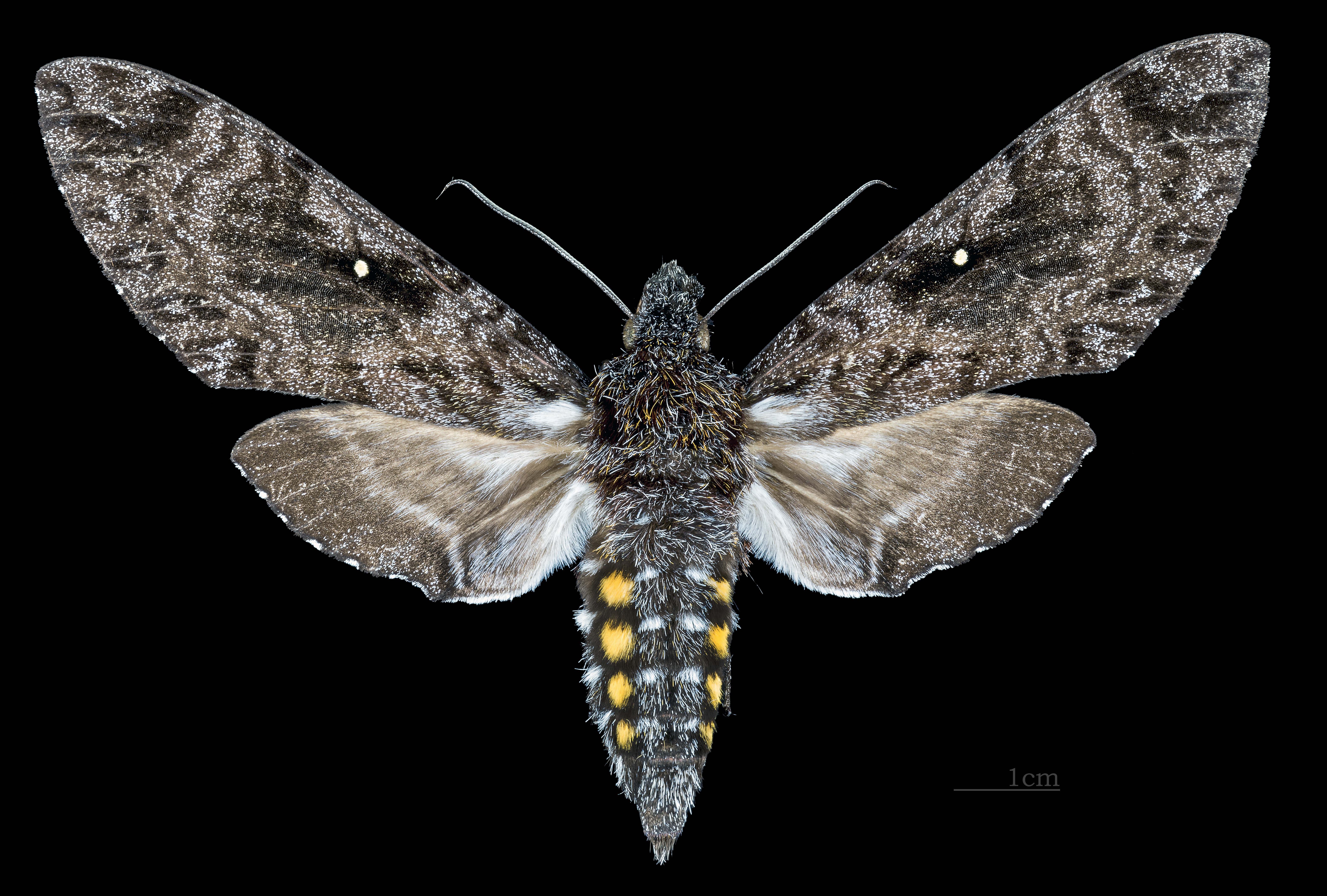
♀
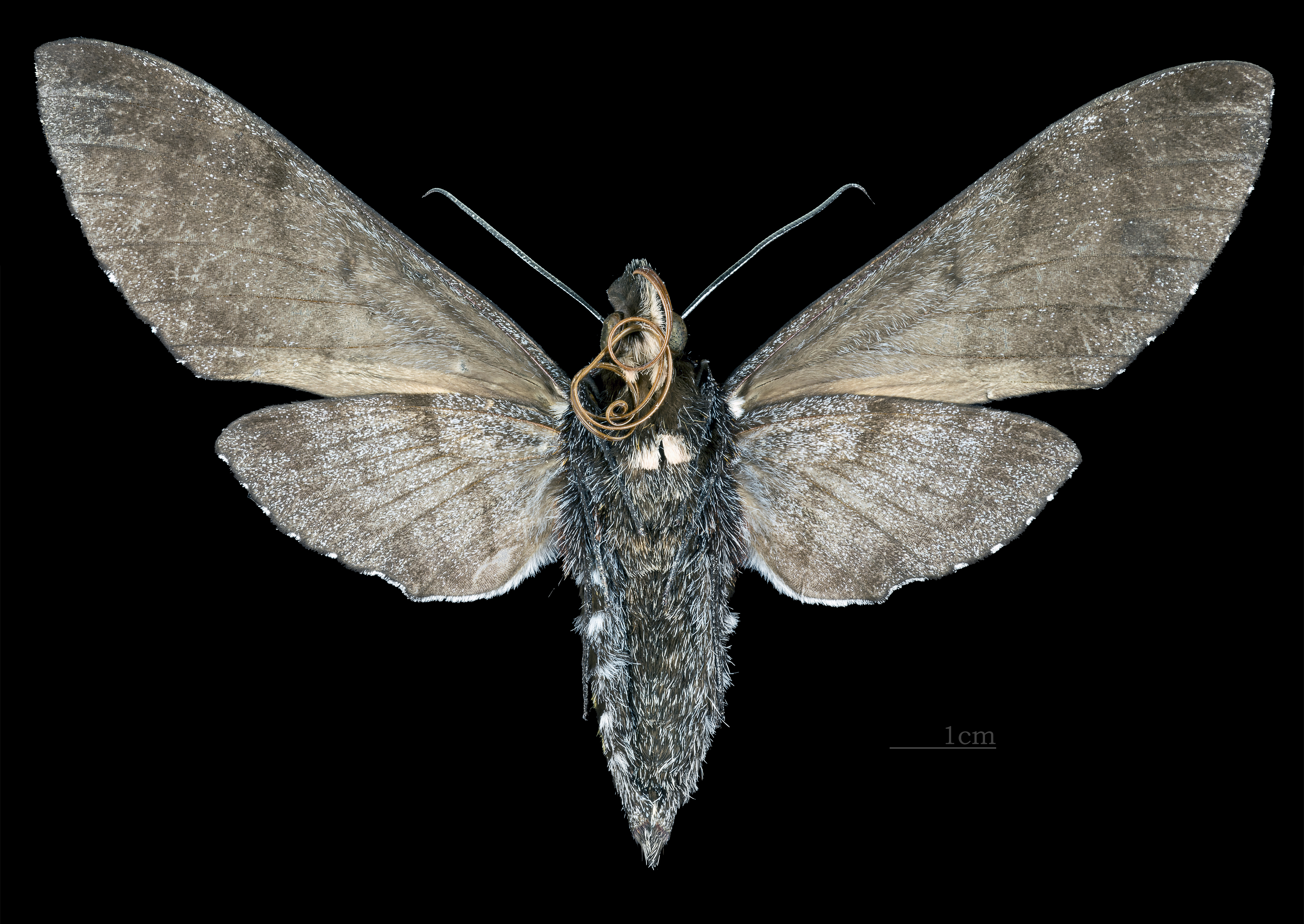
♀ △